# Порт Роттердама

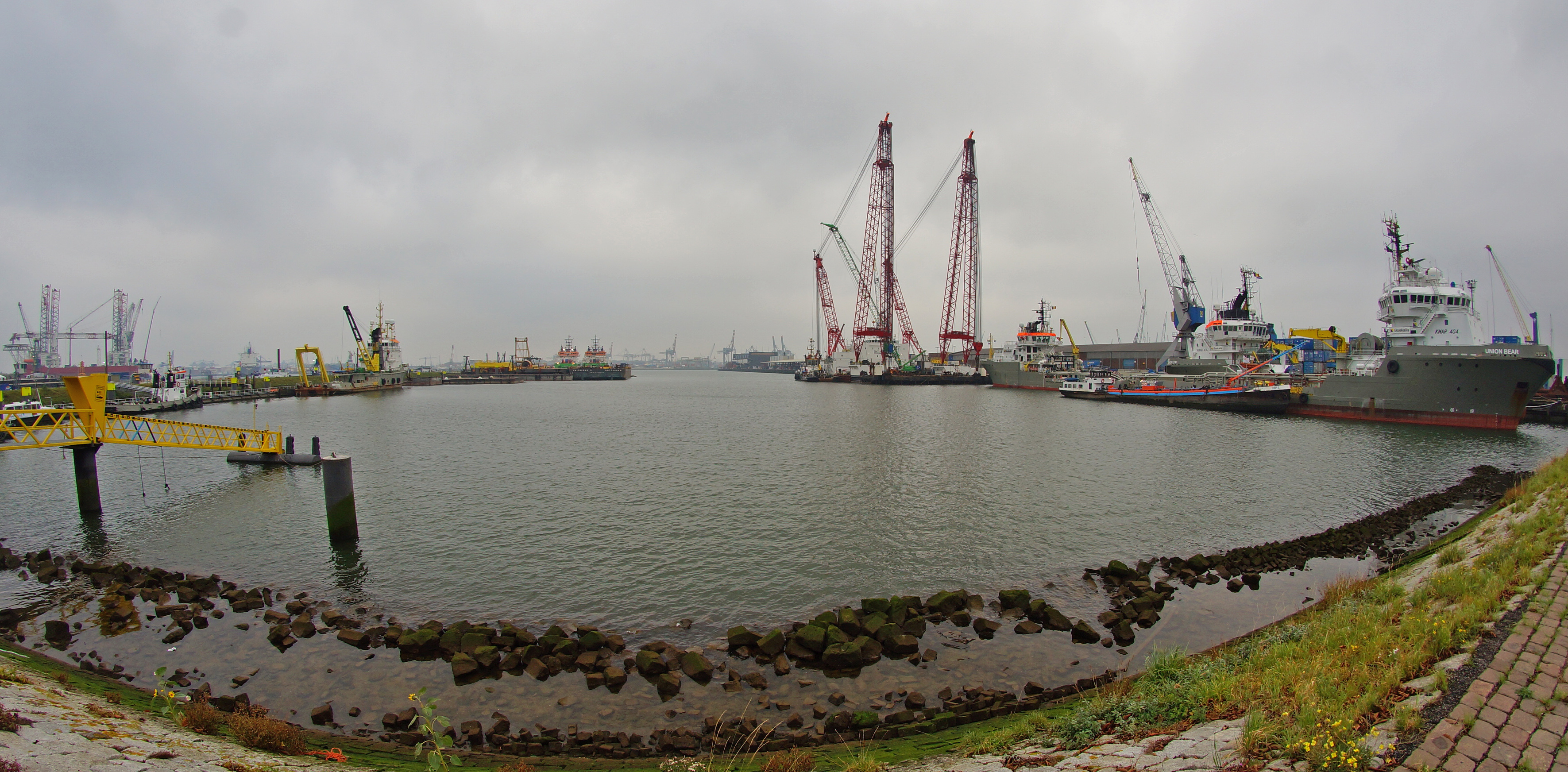
Ваалхавен

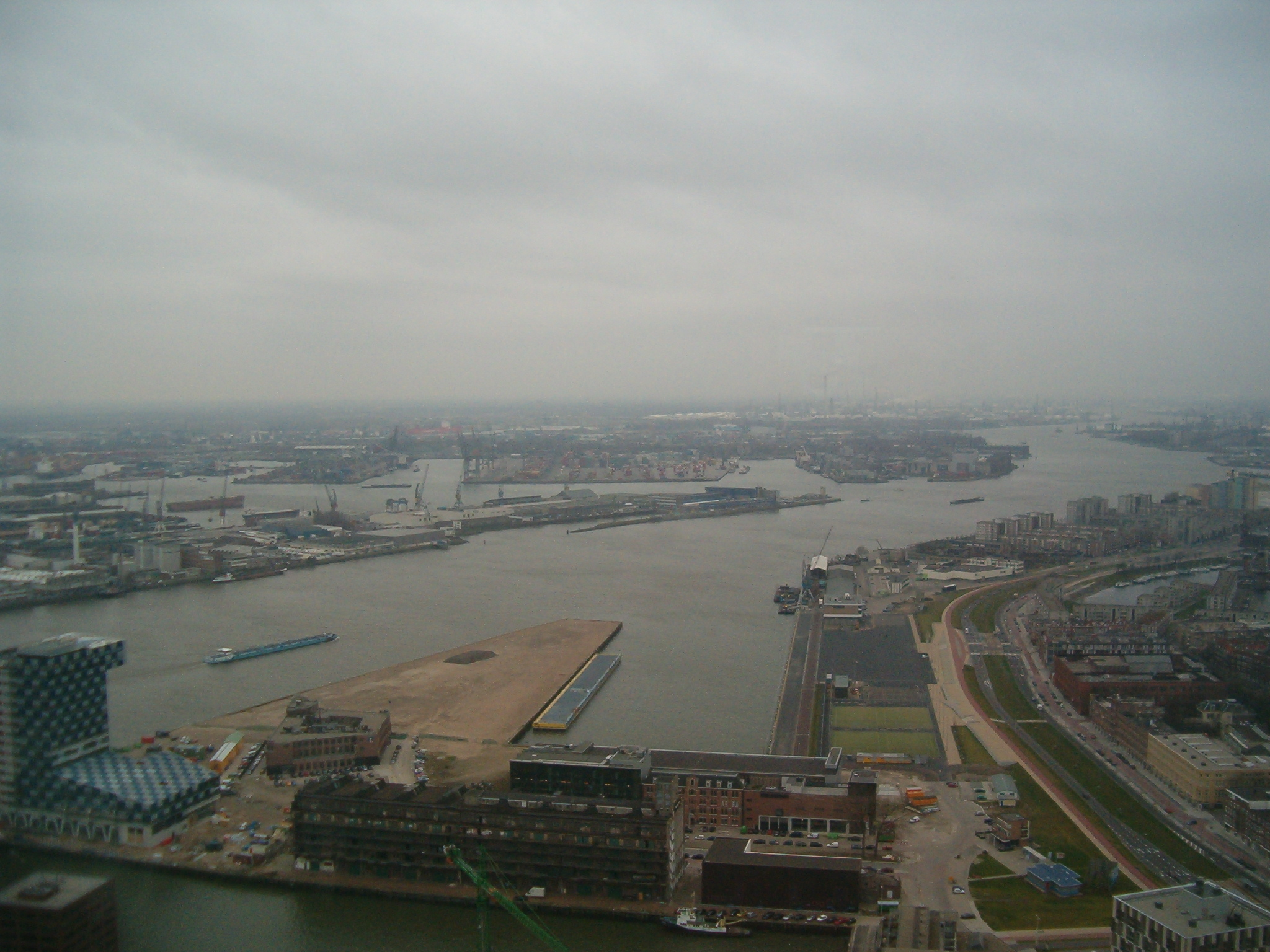
Вид из Евромачты на запад: на переднем плане Делфсхавен, за рекой на заднем — Ваалхавен

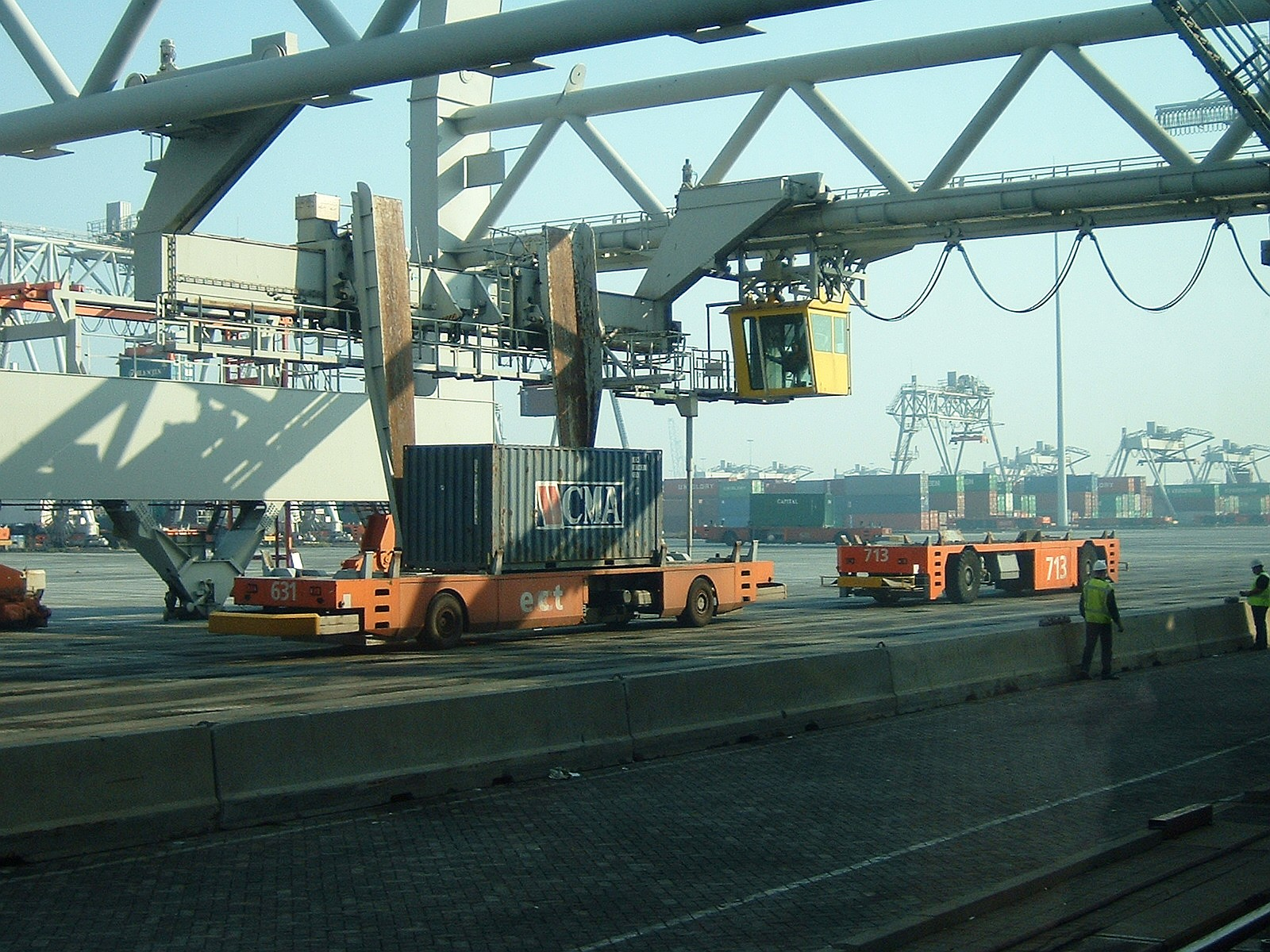
AGV у терминала «Europe Container»

Порт Роттердама — крупнейший порт в Европе и один из крупнейших по грузообороту порт в мире (437 млн т в 2020 году), расположенный в городе Роттердам, Южная Голландия, Нидерланды. Расположен в устьях рек Рейн и Маас (строго говоря, в западной части единой дельты Рейна и Мааса), по которым он соединяется с внутренними регионами Европы в Бельгии, Германии, Франции и Нидерландов. Особенно интенсивно он стал развиваться со второй половины ΧΙΧ столетия, в связи с появлением в Рурском бассейне крупной промышленности. 
Сильно пострадавший во время Второй мировой войны, сегодня Роттердам перерабатывает огромные грузопотоки, основу которых составляют нефть и нефтепродукты. Роттердамский порт называют главными «воротами в Европу». Уникальность его местоположения состоит в том, что реки, текущие по территориям разных стран, используются для транспортировки грузов в центральную и западную часть Европы. А ландшафт местности Роттердама сделал возможным интенсивное автомобильное и железнодорожное движение, что крайне важно при высоком грузообороте.
С 1962 до 1986 роттердамский порт был самым загруженным портом в мире, в настоящее время его обогнали такие азиатские порты, как Сингапур и Шанхай. В 2009-2011 годах Роттердам был десятым контейнерным портом по величине в мире по обработке единиц TEU; по состоянию на 2015 год Роттердам 11-й по данному показателю.
Площадь порта в Роттердаме составляет 105 квадратных километров, в длину он вытянут на 40 километров. Он расположен по берегам Каландканал, продолжений реки Ньиве-Маас Ньиве-Ватервег и Схёр, а также на насыпной области Маасвлакте, выходящей в Северное море.
Порт Роттердама состоит из исторической портовой зоны в центре города, включающей в себя  Делфсхавен; комплекса Маасхавен / Рейнхавен / Фейеноорд; гаваней вокруг Ньив-Матенессе; Ваалхавен; Вонделингенплат; Эмхавен; Ботлек; Европорт.
Здесь эффективно используется AGV (автоматически управляемое транспортное средство), где их более 150 единиц.

## Статистика
| Тип груза                    | 2018  | 2019   | 2020   | 2020 (принято) | 2020 (отправлено) |
| ---------------------------- | ----- | ------ | ------ | -------------- | ----------------- |
| Всего                        | 469,0 | 469,4  | 436,8  | 296,0          | 140,8             |
| Насыпные                     | 77,6  | 74,5   | 63,8   | 56,9           | 6,9               |
| - железная руда и лом        | 30,1  | 30,0   | 22,7   | 19,7           | 3,0               |
| - уголь                      | 26,4  | 22,4   | 17,3   | 16,6           | 0,7               |
| - сельскохозяйственные грузы | 9,9   | 9,8    | 10,3   | 9,3            | 1,0               |
| - прочие насыпные            | 11,3  | 12,2   | 13,5   | 11,4           | 2,1               |
| Жидкие                       | 211,8 | 211,2  | 192,0  | 148,9          | 43,1              |
| - сырая нефть                | 100,3 | 104,2  | 93,6   | 92,5           | 1,1               |
| - нефтепродукты              | 77,7  | 68,2   | 60,1   | 31,4           | 28,6              |
| - СПГ                        | 5,2   | 7,1    | 6,2    | 5,8            | 0,5               |
| - прочие жидкие грузы        | 28,6  | 31,7   | 32,1   | 19,2           | 12,9              |
| Контейнеры                   | 149,1 | 152,9  | 151,1  | 76,3           | 74,8              |
| - тыс. штук                  |       | 8781   | 8436   | 4370           | 4066              |
| - тыс. TEU                   |       | 14 821 | 14 349 | 7431           | 6919              |
| Генеральные                  | 30,4  | 30,8   | 30,0   | 13,9           | 16,0              |
| - ролкерные грузы            | 24,1  | 24,3   | 24,0   | 10,0           | 13,9              |
| - прочие генеральные грузы   | 6,4   | 6,5    | 6,0    | 3,9            | 2,1               |